# Юлдибаєво (Зілаїрський район)

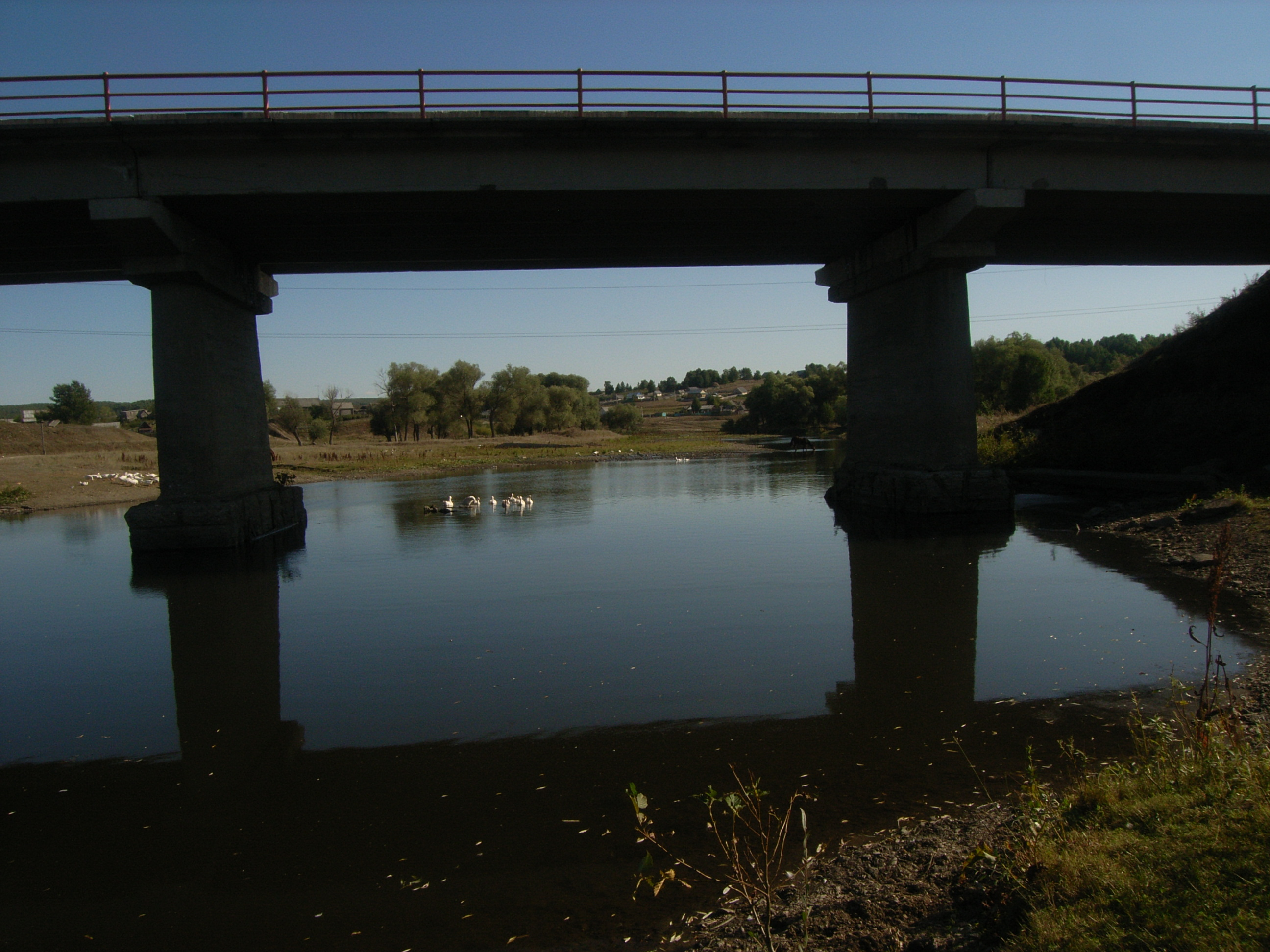

Юлдиба́єво (рос. Юлдыбаево, башк. Юлдыбай) — село у складі Зілаїрського району Башкортостану, Росія. Адміністративний центр Юлдибаєвської сільської ради.
Населення — 1650 осіб (2010; 1910 в 2002).
Національний склад:
- башкири — 95%

## Відомі особистості
В поселенні народився:
- Аїткулов Азат Міннігалієвич (* 1956) — музикант-кураїст.